# Michael Harari
Michael Harari dit Mike Harari, né le 18 février 1927 à Neve Tzedek (en) et mort le 21 septembre 2014 à Tel Aviv-Jaffa, est un officier de renseignement israélien, membre du Mossad.

## Biographie
Il s'engage dès l'âge de 16 ans, en 1943, dans les rangs de la Palmach, organisation sioniste qui œuvre pour la création d'un État juif sur le territoire de la Palestine mandataire. Il prête son concours à l'immigration clandestine de Juifs européens, ce qui lui vaut de faire plusieurs séjours à Marseille où il est chargé d'organiser le voyage de plusieurs milliers de rescapés des camps de la mort vers la Palestine. Il est arrêté plusieurs fois par les autorités britanniques. 
En 1948, dès la proclamation de l'État hébreu, il est chargé de la protection de l'aéroport de Lod puis il intègre le Mossad, service secret israélien. Il progresse rapidement dans la hiérarchie de l'organisme, d'abord chargé du recrutement puis de la direction des opérations (département « Césarée » plus tard rebaptisé Kidon, « Baïonnette »).
D'après le journaliste Yossi Melman, « il était plein de créativité et n'hésitait jamais à revenir par la fenêtre quand on l'avait chassé par la porte »,.
Suivant les ordres donnés par le Premier ministre Golda Meir, après l'assassinat de onze athlètes israéliens lors des Jeux olympiques de Munich, en septembre 1972, il est chargé d'éliminer les terroristes palestiniens impliqués dans ces assassinats. Il sélectionne une équipe d'hommes et de femmes, dénommée unité Kidon, chargée d'infiltrer et d'éliminer les auteurs de ces attentats. Dès octobre 1972, une dizaine de Palestiniens soupçonnés par l'État hébreu d'avoir pris part à la tuerie de Munich sont tués à Rome, Chypre, Athènes ou Paris, sous les balles de l'unité Kidon. En 1973, alors que ses agents sont sur la piste d'Ali Hassan Salameh, réputé proche de Yasser Arafat et cerveau présumé des attentats, l'unité pense l'avoir repéré à Lillehammer (Norvège). L'homme est tué mais il s'agit en réalité d'un serveur marocain qui lui ressemblait physiquement. Les agents du Mossad sont arrêtés et jugés. L'affaire étant ébruitée par les Norvégiens, Mike Harari offre sa démission. Elle est refusée par Golda Meir mais ternit l'image de Michael Harari. Il réussit pourtant à faire assassiner Ali Hassan Salameh en 1979.
En 1976, sous les ordres du colonel Yonatan Netanyahou, seul Israélien tué dans l'action, il contribue au dénouement de la prise d'otages de Juifs lors du raid d'Entebbe en Ouganda. 
Il prend sa retraite en 1980. Selon Aaron Klein, auteur d'une biographie autorisée parue en avril 2014, il affiche une vingtaine d'assassinats ciblés à son actif.

## Dans la culture populaire
Mike Harari est joué par l'acteur Moshe Ivgy dans le film Munich de 2005 de Steven Spielberg .